# Latgalien
Cet article concerne la langue latgalienne. Pour le peuple latgalien, voir Latgaliens.
Le latgalien est un dialecte issu du letton qui appartient au groupe balte oriental de la famille indo-européenne. Le latgalien est parlé en Latgale, une des quatre  régions de la Lettonie, dans l'est du pays.
Le point de savoir si c'est une langue distincte du letton ou un dialecte du letton fait encore débat. Cependant sa forme standardisée est reconnue et protégée comme « une variété historique de la langue lettone » (vēsturisks latviešu valodas paveids) par la loi lettone. Le recensement national de 2011 établit que 8,8 %  des habitants du pays, soit 164 500 personnes, parlent latgalien quotidiennement : 97 600 d'entre eux vivent en Latgale, 29 400 à Riga, la capitale, et 14 400 dans la région de Riga.

## Histoire

Proportion de la population parlant quotidiennement le latgalien en Lettonie (2011).

Entre 1861 et la Première Guerre mondiale (1914), près de 50 000 Latgaliens, environ 10 % de la population, émigrent en Sibérie. Par conséquent, une communauté parlant lagtalien est encore présente en Sibérie aujourd’hui.

## Écriture
| Majuscules | A | Ā | B | C | Č | D | E | Ē | F | G | Ģ | H | I | Y | Ī | J | K | Ķ | L | Ļ | M | N | Ņ | O | Ō | P | R | S | Š | T | U | Ū | V | Z | Ž |
| Minuscules | a | ā | b | c | č | d | e | ē | f | g | ģ | h | i | y | ī | j | k | ķ | l | ļ | m | n | ņ | o | ō | p | r | s | š | t | u | ū | v | z | ž |

## Comparaison
| Latgalien     | Letton          | Français       |
| ------------- | --------------- | -------------- |
| Vasals!       | Sveiks!         | salut          |
| Loba dīna!    | Labdien!        | bonjour        |
| Muns vuords … | Mans vārds ir … | je m'appelle … |
| mārga         | meita           | une fille      |
| sukne         | kleita          | une robe       |
| skaiteit      | lasīt           | lire           |
| atīt          | nākt            | venir          |
| atsaceit      | atbildēt        | répondre       |
| solts         | salts           | froid          |
| Reiga         | Rīga            | Rīga           |
| Rēzne         | Rēzekne         | Rēzekne        |
| Daugpiļs      | Daugavpils      | Daugavpils     |